# أكيو للطقس
شركة أكيو للطقس. هي شركة إعلامية أمريكية تقدم خدمات التنبؤ بالطقس التجارية في جميع أنحاء العالم.
تم تأسيس أكيو للطقس في عام 1962 على يد جويل إن مايرز، ثم طالب دراسات عليا بجامعة ولاية بنسلفانيا يعمل على درجة الماجستير في علم الأرصاد الجوية. كان عميله الأول شركة غاز في ولاية بنسلفانيا. أثناء إدارة شركته، عمل مايرز أيضًا كعضو في كلية الأرصاد الجوية في ولاية بنسلفانيا. اعتمدت الشركة اسم «أكيو للطقس» في عام 1971.
يقع المقر الرئيسي لشركة أكيو للطقس في ستيت كوليدج، بنسلفانيا، ولها مكاتب في 7 مركز التجارة العالمي في مانهاتن بالإضافة إلى ويتشيتا، كانساس، وأوكلاهوما سيتي، أوكلاهوما. على الصعيد الدولي، تمتلك أكيو للطقس مكاتب في مونتريال ودبلن وطوكيو وسيول وبكين ومومباي. في عام 2006، استحوذت شركة أكيو للطقس على شركة بيانات الطقس. من ويتشيتا. أعيدت تسميته إلى حلول مشروع أكيو للطقس في عام 2011، ويضم مرفق ويتيشا الآن خبراء التنبؤ بالطقس القاسي المتخصص من أكيو للطقس. 

## ملف الشركة
يوفر أكيو للطقس تنبؤات وتحذيرات خاصة بالطقس ومنتجات وخدمات إضافية خاصة بالطقس، مع العملاء في جميع أنحاء العالم في وسائل الإعلام والأعمال والحكومة، بما في ذلك أكثر من نصف شركات فورتشين 500 وآلاف الشركات الأخرى على مستوى العالم. كما تدير الموقع المجاني المدعوم بالإعلانات AccuWeather.com، وهو مزود خدمات الطقس عبر الإنترنت. صنف مقدمو خدمات تحليلات الويب التابعون لجهات خارجية أليكسا إنترنت وسميلارويب الموقع على أنه الموقع رقم 200 الأكثر زيارة في الولايات المتحدة، اعتبارًا من نوفمبر 2015.
تستند خدمات أكيو للطقس للتنبؤات والإنذارات إلى معلومات الطقس المستمدة من مصادر عديدة، بما في ذلك ملاحظات الطقس والبيانات التي تم جمعها بواسطة خدمة الطقس الوطنية ومنظمات الأرصاد الجوية خارج الولايات المتحدة، ومن المعلومات المقدمة من المنظمات غير المعنية بالأرصاد الجوية مثل وكالة حماية البيئة والقوات المسلحة. يعمل في أكيو للطقس أكثر من 500 شخص، أكثر من 100 منهم من خبراء الأرصاد الجوية التشغيليين. يدير أكيو للطقس قناة طقس برعاية تجارية على مدار 24 ساعة تُعرف باسم قناة أكيو للطقس المحلية، والتي تشبه قناة (إن بي سي للطقس بلس) البائدة الآن. تم إطلاق قناة أكيو للطقس المحلية في عام 2005 ويتم بثها حاليًا في جميع أنحاء البلاد بما في ذلك مدينة نيويورك ولوس أنجلوس وشيكاغو وفيلادلفيا وسان فرانسيسكو وهيوستن. يشغل أكيو للطقس قناة طقس على مدار الساعة طوال أيام الأسبوع تُعرف باسم شبكة أكيو للطقس المتوفرة على كابل دايركت تي في وفيرزون أف إي أو أس وفرونتاير. تبث الشبكة تنبؤات جوية وطنية وإقليمية مسجلة مسبقًا، وتحليلات لأحداث الطقس الجارية، والأخبار المتعلقة بالطقس، جنبًا إلى جنب مع قطاعات الطقس المحلية. يقع استديو الشبكة ومرافق التحكم الرئيسية في المقر الرئيسي لشركة أكيو للطقس في ستيت كوليدج، بنسلفانيا.

### القيادة
يعمل الدكتور جويل إن مايرز، مؤسس أكيو للطقس، كمدير تنفيذي للشركة ورئيس مجلس الإدارة. يشغل أخوه إيفان مايرز حاليًا منصب مدير العمليات  ونائب الرئيس الأول. شغل شقيقه الآخر، باري لي مايرز، منصب الرئيس التنفيذي من عام 2007 إلى 1 يناير 2019.

## منتجات وخدمات
يوفر أكيو للطقس مزود الطقس العادي لتلفزيون بلومبيرج إل بي والعديد من محطات التلفزيون المحلية، تعليقات الضيوف على شبكات التلفزيون الرئيسية. يوفر أكيو للطقس، من خلال شبكة محطات الراديو المتحدة (سابقًا عبر محطة أذاعة ويستوود حتى 2009)، الطقس للعديد من المحطات الإذاعية والصحف، بما في ذلك WINS في مدينة نيويورك و WBBM في شيكاغو. خلال نوبات الطقس القاسي، تم استدعاء موظفي أكيو للطقس من قبل صحفيي التلفزيون مثل لاري كينغ، جيرالدو ريفيرا، للحصول على تعليقات الخبراء. العديد من خبراء الأرصاد الجوية، مثل إليوت أبرامز، معروفون على المستوى الوطني.
ينتج أكيو للطقس مقاطع فيديو عن الطقس المحلي كل يوم لاستخدامها على موقع الويب الخاص بهم، على قناة أكيو للطقس المحلية، على الإنترنت السلكية وتطبيقات الهاتف المحمول والمواقع الإلكترونية. يحتوي تطبيق الهاتف المحمول على تنبؤات دقيقة  ويجمع أيضًا ملاحظات الطقس من مصادر متعددة. كما تنشط الشركة في مجالات التقارب واللافتات الرقمية. لقد أضافوا قسم فيديو ساهم به المستخدم إلى معرض الصور الخاص بهم.
توسعت الشركة دوليًا. دخلت أكيو للطقس في مشروع مشترك مع مجموعة وسائط هوافينج، حيث حصلت على الحقوق الوحيدة لتقديم التنبؤات التي أعدتها إدارة الأرصاد الجوية الصينية، وهي وكالة حكومية تتحكم في هوافينج. إلى جانب خدمات التنبؤ التي يقدمها للمستهلكين الأفراد، يقوم أكيو للطقس بإجراء خدمات تحليلية تنبؤية متعلقة بالطقس للشركات، مثل تحديد كيفية تأثير ظروف الطقس على سجل المبيعات السابق وتقديم المشورة للشركات بشأن تكييف إستراتيجية مبيعاتها مع أحداث الطقس المستقبلية.
من عام 2005 إلى عام 2020، عرض برنامج أكيو للطقس قناة أكيو للطقس المحلية كقناة فرعية رقمية لمحطات التلفزيون.

### قناة الطقس الوطنية
في عام 2015، استبدلت أصدار في اّي أو إس قناة الطقس بشبكة تلفزيونية جديدة تعمل على مدار الساعة طوال أيام الأسبوع تسمى «قناة أكيو للطقس». جاء ذلك بعد مفاوضات سابقة بين أكيو للطقس وقناة الطقس ودايركت تي في. قناة أكيو للطقس هي عملية منفصلة عن «قناة أكيو للطقس المحلية»، والتي تستمر في العمل في أسواق مختارة في جميع أنحاء البلاد. أصبحت ثالث شبكة طقس تعمل على مدار الساعة طوال أيام الأسبوع يتم إطلاقها على التلفزيون الأمريكي، بعد قناة الطقس في عام 1982 وقناة الطقس نتيشن تي في في عام 2011. يتم أيضًا تشغيل شبكة أكيو للطقس على فرونتاير. في 1 أغسطس 2018، بدأت شبكة أكيو للطقس في دايركت تي في على مستوى الدولة.
أنشأ أكيو للطقس نظام درجة حرارة ظاهريًا موحدًا وخاصًا يُعرف باسم «درجة الحرارة حصريا على أكيو للطقس» وقد استخدم الكمية في توقعاته وملاحظاته. تتضمن صيغة حساب هذه القيمة تأثيرات درجة الحرارة والرياح والرطوبة وشدة أشعة الشمس والغيوم والتساقط والارتفاع على جسم الإنسان، على غرار درجة حرارة الكرة الأرضية التي نادرًا ما تستخدم (ولكن في المجال العام). تم منح أكيو للطقس براءة اختراع من الولايات المتحدة بشأن درجة الحرارة المنخفضة، ولكن الصيغة هي سر تجاري ولم تتم مراجعتها من قبل سلطات الأرصاد الجوية الأخرى. رداً على «تقنية» أكيو للطقس، قدمت قناة الطقس قراءة درجة الحرارة "FeelsLike".

## انتقادات
في أبريل 2012، اختصرت أكيو للطقس بشكل كبير نطاق البيانات التاريخية المتاحة للجمهور من 15 عامًا إلى عام واحد. كما بدأوا في زيادة نطاق توقعاتهم من 15 يومًا إلى 25 يومًا، و 45 يومًا، وبحلول عام 2016، إلى 90 يومًا. تمت مقارنة هذه التوقعات الممتدة للغاية بالنتائج الفعلية عدة مرات وتبين أنها مضللة وغير دقيقة وأحيانًا أقل دقة من التنبؤات البسيطة المستندة إلى متوسطات خدمة الطقس الوطنية على مدى 30 عامًا. من المقبول عمومًا أن الحد الأعلى للمدى الذي يمكن للمرء أن يتوقعه بشكل موثوق هو ما بين أسبوع إلى أسبوعين، وهو حد يعتمد على كل من حدود أنظمة المراقبة والطبيعة الفوضوية للغلاف الجوي. أكد تقييم غير رسمي أجراه جيسون سامينو في صحيفة واشنطن بوست أن توقعات أكيو للطقس في نطاق 25 يومًا غالبًا ما كانت خاطئة بما يصل إلى عشر درجات، وليس أفضل من الصدفة العشوائية وأن التنبؤات أخطأت نصف الأيام الأربعة عشر من الأمطار التي هطلت. حدثت خلال شهر التقييم. يستجيب أكيو للطقس بأنه لا يدعي الدقة المطلقة في مثل هذه التوقعات الطويلة للغاية وينصح المستخدمين باستخدام التنبؤ فقط لمراقبة الاتجاهات العامة في فترة التنبؤ، ولكن هذا يتناقض مع طريقة عرض التوقعات. توصل تقييم أجرته صحيفة ذا بوست إلى أن التنبؤات لمدة 45 يومًا لم تكن قادرة حتى على التنبؤ بالاتجاهات بدقة، وأنه على الرغم من أن التوقعات لم تنخفض في الدقة بمرور الوقت، إلا أن التوقعات كانت بعيدة جدًا حتى في المدى القصير حتى تصبح عديمة الفائدة. كلفت صحيفة ذا بوست تقييمًا آخر من الأستاذ في جامعة ولاية بنسلفانيا جون نيس، يقارن عدة مدن أخرى بتوقعات أكيو للطقس. هذا التقييم، على الرغم من الاعتراف به على أنه يقتصر على موسم واحد، فقد أقر بأن تنبؤات أكيو للطقس كانت ذات قيمة في التنبؤ قصير المدى مع الإشارة أيضًا إلى أن توقعاتهم بعيدة المدى بعد أسبوع واحد كانت أقل دقة من المتوسطات المناخية.

### خدمة الطقس الوطنية
توفر خدمة الطقس الوطنية، التي توفر كميات كبيرة من البيانات التي يعيد برنامج أكيو للطقس حزمها ويبيعها من أجل الربح، نفس المعلومات مجانًا من خلال وضعها في المجال العام.
في 14 أبريل 2005، قدم السناتور الأمريكي ريك سانتوروم «قانون واجبات خدمة الطقس الوطنية لعام 2005» في مجلس الشيوخ الأمريكي. كان التشريع يحظر على خدمات أكيو للطقس العالمية تقديم أي معلومات مباشرة إلى الجمهور، وتم تفسير التشريع عمومًا على أنه محاولة من قبل أكيو للطقس للاستفادة من أبحاث الطقس الممولة من دافعي الضرائب عن طريق إجبارها على توصيلها من خلال قنوات خاصة. ينفي أكيو للطقس هذا ويصر على أنه لم يقصد أبدًا إبقاء معلومات الطقس بعيدًا عن أيدي عامة الناس. لم يتم طرح مشروع القانون للتصويت. تلقى سانتوروم مساهمات في الحملة من جويل مايرز، رئيس أكيو للطقس.
في 12 أكتوبر 2017، رشح الرئيس دونالد ترامب الرئيس التنفيذي لشركة أكيو للطقس باري لي مايرز لرئاسة الإدارة الأم لخدمة الطقس الوطنية، الإدارة الوطنية للمحيطات والغلاف الجوي. وقد لوحظ أنه على عكس 11 من مديري NOAA الـ 12 السابقين، يفتقر مايرز إلى درجة علمية متقدمة، وبدلاً من ذلك يحمل درجتي البكالوريوس والماجستير في الأعمال والقانون. استقال باري مايرز من منصبه كرئيس تنفيذي لشركة أكيو للطقس في 1 يناير 2019 وتنازل تمامًا عن أي ملكية لـ أكيو للطقس وفقًا لتعهده لمكتب الأخلاقيات الحكومية ومجلس الشيوخ الأمريكي.

### خصوصية موقعاّي أو إس
في أغسطس 2017، اعترض الباحث الأمني ويل سترافاش حركة المرور من تطبيق أكيو للطقس على أيفون ليكتشف أنه يبيع معلومات الموقع إلى ريفيل موبايل، حتى عندما لا يمنح العملاء الإذن بمشاركة معلومات الموقع. تحقق ZDnet بشكل مستقل من هذه المعلومات. أصدر أكيو للطقس على الفور تحديثًا لمتجر التطبيقات والذي أزال ريفيل موبايل.

## روابط خارجية
- الموقع الرسمي